# Młodzieżowe Indywidualne Mistrzostwa Szwecji na Żużlu 1999
Młodzieżowe Indywidualne Mistrzostwa Szwecji na Żużlu 1999 – cykl turniejów żużlowych, mających wyłonić najlepszych szwedzkich żużlowców w kategorii do 21 lat, w sezonie 1999. Tytuł wywalczył Joonas Kylmäkorpi.

## Finał
- Norrköping, 2 września 1999

| Msc. | Zawodnik             | Klub        | Pkt   |  |  |
| ---- | -------------------- | ----------- | ----- |  |  |
| 1    | Joonas Kylmäkorpi    | Kaparna     | 14 +3 |  |  |
| 2    | Andreas Jonsson      | Rospiggarna | 14 +2 |  |  |
| 3    | Freddie Eriksson     | Rospiggarna | 11    |  |  |
| 4    | Andreas Bergström    | Masarna     | 9     |  |  |
| 5    | Emil Kramer          | Ornarna     | 8     |  |  |
| 6    | Magnus Karlsson      | Ornarna     | 8     |  |  |
| 7    | Marcus Johansson     | Kaparna     | 8     |  |  |
| 8    | Mattias Nilsson      | Vetlanda    | 8     |  |  |
| 9    | Rickard Sedelius     | Smederna    | 7     |  |  |
| 10   | Mattias Gustavsson   | Vetlanda    | 7     |  |  |
| 11   | Anders Ljung         | Västervik   | 6     |  |  |
| 12   | Jimmy Jansson        | Vargarna    | 5     |  |  |
| 13   | Patrik Gustafsson    | Indianerna  | 5     |  |  |
| 14   | David Ruud           | Lejonen     | 2     |  |  |
| 15   | Pontus Herou         | Masarna     | 2     |  |  |
| 16   | rez. Daniel Aspegren | Vetlanda    | 1     |  |  |
| 17   | Daniel Davidsson     | Piraterna   | 0     |  |  |
| 18   | rez. Per Wiklander   | Kaparna     | 0     |  |  |